# Hortin
Hortin (en francès Hourtin) és un municipi francès situat al departament de la Gironda i a la regió de la Nova Aquitània.

## Demografia
| 1962                                       | 1968  | 1975  | 1982  | 1990  | 1999  | 2007  |
| ------------------------------------------ | ----- | ----- | ----- | ----- | ----- | ----- |
| 1.998                                      | 2.063 | 2.290 | 2.048 | 2.072 | 2.324 | 2.528 |
| Des de 1962: població sense dobles comptes |       |       |       |       |       |       |

## Administració
| Període   | Identitat           | Partit |
| --------- | ------------------- | ------ |
| 2001-2008 | Jean-Jacques Clavet |        |
| 2008-     | Christophe Birot    |        |

## Personatges il·lustres
- Roparzh ar Mason, escriptor bretó, hi va morir

## Agermanaments
- Pontarddulais